# Елит (група)
„Елит“ е българска хардрок група, която за известно време се подвизава на българската и международна музикална сцена с името Stowehenge („Стоунхендж“) (1994 – 1998).
Групата води своят произход през 1987 г. в София. Става популярна, благодарение на участия в някои музикални фестивали. Първите демо записи правят в следващата 1988 г. През 1990 г. в надеждата си за успех заминават за Холандия, за да се пробват на международна сцена. Тъй като модерната гръндж вълна измества класическите форми в жанра работата се проваля и групата се разпада.
След прибирането у дома, китаристът Наско Андреев и Огнян Цолов създават група „Стоунхендж“, а след излезлия техен албум, през 1998 г. възвръщат старото си име „Елит“, защото новите текстове вече са на български език. Бързо се вписват в атмосферата и добиват популярност с кавър на епическата песен на Оги Цолов и група „Фактор“ Приятели и готик метъл версията им на народната песен Зазоряване.
През 1999 г. са една от основните атракции на Берксток в Берковица. През 2000 г. трима от музикантите заминават за САЩ и групата се разпада. След почти две десетилетия те се събират отново. Първият концерт на възродената група е през октомври 2018 г. в София.

## Членове

### Актуални
- Огнян Цолов – вокал (1998-1999), (2018-сега)
- Атанас Андреев – китара (1987-1999), (2018-сега)
- Петър Каръпски – бас (1998-1999), (2018-сега)
- Данаил Годжев – ударни (2018-сега)

### Бивши
- Иво Иванчев – ударни (1987-1999),
- Вили Джуров – вокал (1988-1993)
- Юлиан Траков – клавишни (1987-1993)
- Милко Миланов – бас (1987-1993)

## Дискография
| Заглавие          | От   |
| ----------------- | ---- |
| Объркан свят      | 1999 |
| БГ Рок Среща 2000 | 1999 |